# Дијастереоизомер
Дијастереоизомери (или дијастереомери) су стереоизомери који се не односе као предмет и лик у огледалу, тачније, то су сви стереоизомери који нису енантиомери. Иако су геометријска и конформациона изомерија врсте дијастереоизомерије, појам дијастереоизомера се најчешће односи на једињења са два или више стереоцентара. Дијастереоизомери се међусобно разликују по физичким (за разлику од енантиомера) и по хемијским особинама. Разлику у реактивности испољавају и према хиралним и према ахиралним реагенсима.
Једноставније постављено, да би два једињења била у дијастереоизомерном односу потребно је да се разликују по конфигурацији на бар једном стереоцентру, уз услов да је у једињењу присутно више од једног стереоцентра (у присуству само једног, два облика ће бити енантиомери). Дијастереоизомерија је посебно заступљена код једињења са већим број хиралних атома, као што су то угљени хидрати, код којих је највећи број стереоизомера у дијастереоизомерним односима. Епимери и аномери су заправо специфични дијастереоизомери.
У доле датом примеру, приказана су четири теоретски могућа стереоизомера винске киселине. Међутим, како је у горња два облика присутна раван симетрије, они заправо чине један, оптички неактиван mezo-облик, који се са доња два облика односи као према дијастереоизомерима, услед различите конфигурације на другом, односно трећем угљениковом атому, редом. Доња два облика се међусобно односе као предмет и лик у огледалу, што их чини енантиомерима.
Код приказа дијастереоизомера Фишеровим формулама, често се користе префикси еритро и трео за разликовања облика, где је еритро дијастереоизомер онај код кога су идентичне функционалне групе са исте стране формуле, а трео онај код кога су оне са супротних страна. Оваква демаркација се највише користи код тетроза, одакле термини и потичу.
Различите физичке и хемијске особине дијастереоизомера су нашле широку примену у разлагању рацемских модификација. У смешу енантиомера се додаје хиралан реагенс при чему се врши асиметрична синтеза и као производ добија смеша дијастереоизомера, који се затим могу раздвојити хроматографски (најчешће колоном) или прекристализацијом, након чега се из чистих дијастереоизомера може уклонити почетни хирални реагенс.